# Prezentări Google
Prezentări Google (engleză Google Slides) este un program de prezentare inclus ca parte a suitei gratuite bazată pe web Google Docs Editors. Serviciul include, de asemenea, Documente Google, Foi de calcul Google, Desene Google, Formulare Google, Site-uri Google și Google Keep. Prezentări Google este disponibil ca aplicație web, aplicație mobilă pentru Android, iOS, Windows, BlackBerry și ca aplicație desktop pe sistemul de operare creat de Google Chrome OS. Aplicația este compatibilă cu formatele de fișiere Microsoft PowerPoint. Aplicația permite utilizatorilor să creeze și să editeze fișiere online în timp ce colaborează cu alți utilizatori în timp real. Editările sunt urmărite de utilizator cu un istoric al revizuirilor care prezintă modificări. Poziția unui editor este evidențiată cu o culoare și un cursor specifice editorului, iar un sistem de permisiuni reglementează ceea ce pot face utilizatorii. Actualizările au introdus funcții care utilizează învățarea automată, inclusiv „Explorare”, oferind aspecte și imagini sugerate pentru prezentări și „Elemente de acțiune”, permițând utilizatorilor să atribuie sarcini altor utilizatori.

## Istorie
În septembrie 2007, Google a lansat un program de prezentare pentru suita Google Docs, care provine din achiziția Tonic Systems de către companie pe 17 aprilie 2007. În martie 2010, Google a achiziționat DocVerse, o companie de colaborare pentru documente online care a permis colaborarea online între mai mulți utilizatori pe Microsoft PowerPoint și alte formate de documente compatibile cu Microsoft Office, cum ar fi Word și Excel. Îmbunătățirile bazate pe DocVerse au fost anunțate și implementate în aprilie 2010. În iunie 2012, Google a achiziționat Quickoffice⁠(d), o suită de productivitate proprietară gratuită pentru dispozitive mobile. În octombrie 2012, Google Presentations (română Prezentări Google) a fost redenumit la Google Slides (română Diapozitive Google) și a fost lansată o aplicație Chrome, care a furnizat comenzi rapide către Prezentări în o ﬁlă nouă Chrome.

## Platforme
Prezentări Google este disponibil ca o aplicație web acceptată de browserele web Google Chrome, Mozilla Firefox, Internet Explorer, Microsoft Edge și Apple Safari. Utilizatorii pot accesa prezentări, precum și alte fișiere, prin intermediul site-ului Disc Google. În iunie 2014, Google a lansat o pagină de pornire a site-ului web dedicată pentru Prezentări, care conținea numai fișiere create folosind suita Drive. În 2014, Google a lansat o aplicație mobilă dedicată pentru Prezentări pentru sistemele de operare mobile Android și iOS. În 2015, site-ul mobil pentru Prezentări a fost actualizat cu o interfață „mai simplă, mai uniformă”, iar în timp ce utilizatorii pot citi fișiere prin intermediul site-urilor mobile, utilizatorii care încearcă să editeze prezentări vor fi redirecționați către aplicația mobilă dedicată pentru Prezentări, prevenind astfel editarea web pe mobil.

## Caracteristici

### Editare

#### Istoricul colaborării și revizuirilor
Prezentări Google servește ca instrument de colaborare pentru editarea în cooperare a prezentărilor în timp real. Prezentările pot fi partajate, deschise și editate de mai mulți utilizatori simultan, iar utilizatorii pot vedea modificările diapozitiv cu diapozitiv și caracter cu caracter pe măsură ce alți colaboratori efectuează modificări. Modificările sunt salvate automat pe serverele Google, iar un istoric al revizuirilor este păstrat automat, iar utilizatorii au opțiunea de a reveni la versiunile anterioare.
Poziția curentă a unui editor este reprezentată cu o culoare/cursor specific editorului, așa că dacă un alt editor se întâmplă să vizualizeze același diapozitiv, aceștia poate vedea editările pe măsură ce apar. O funcție de chat din bara laterală permite colaboratorilor să discute despre editări. Istoricul revizuirilor permite utilizatorilor să vadă completările făcute unei prezentare, fiecare autor distingându-se prin culoare. Numai versiunile adiacente pot fi comparate, iar utilizatorii nu pot controla cât de des sunt salvate revizuirile. Fișierele pot fi exportate pe computerul local al unui utilizator într-o varietate de formate, inclusiv HTML, JPEG și PDF.

#### Explorare
Lansat în septembrie 2016, „Explorare” oferă funcționalități suplimentare suitei Drive prin învățarea automată. În Prezentări Google, Explorare generează în mod dinamic sugestii de design bazate pe conținutul fiecărui diapozitiv. Funcțiile „Explorare” din suita Drive urmează lansării unui instrument de cercetare mai elementar, introdus inițial în 2012.

#### Elemente de acțiune
În octombrie 2016, Google a anunțat adăugarea de „elemente de acțiune” la Prezentări. Dacă un utilizator scrie numele unei persoane, prezentarea este distribuită într-un comentariu, serviciul va atribui în mod inteligent acea acțiune persoanei respective. Google afirmă că acest lucru va face mai ușor pentru alți colaboratori să vadă cine este responsabil pentru sarcinile individuale. Când un utilizator vizitează Foi de calcul Google sau oricare dintre celelalte aplicații Disc Google, toate fișierele cu sarcini atribuite lor vor fi evidențiate cu o insignă.

#### Suplimente
În martie 2014, Google a introdus suplimente; noi instrumente de la dezvoltatori terți care adaugă mai multe funcții la Prezentări.

#### Editare offline
Pentru a vizualiza și edita prezentările offline, utilizatorii trebuie să utilizeze browserul web Google Chrome. O extensie Chrome, Google Docs Offline, permite utilizatorilor să activeze compatibilitatea offline pentru fișierele Prezentări de pe site-ul Disc Google. Aplicațiile Android și iOS acceptă nativ editarea offline.

### Fișiere

#### Formate de fișiere acceptate și limite
| .GSLIDES | Comandă rapidă Prezentări Google                              |
| .JPG     | Imagine JPEG                                                  |
| .ODP     | Prezentare OpenDocument                                       |
| .PDF     | Fișier în format document portabil (Portable Document Format) |
| .PNG     | Grafică de rețea portabilă (Portable Network Graphics)        |
| .POT     | Șablon Microsoft PowerPoint (moștenire)                       |
| .POTM    | Șablon de prezentare cu macro-activat Microsoft PowerPoint    |
| .POTX    | Șablon de prezentare Microsoft PowerPoint                     |
| .PPS     | Prezentare de diapozitive Microsoft PowerPoint (moștenire)    |
| .PPSM    | Spectacol cu macro-activat Microsoft PowerPoint               |
| .PPSX    | Prezentare de diapozitive Microsoft PowerPoint                |
| .PPT     | Prezentare Microsoft PowerPoint (moștenire)                   |
| .PPTM    | Prezentare cu macrocomenzi Microsoft PowerPoint               |
| .PPTX    | Prezentare Microsoft PowerPoint                               |
| .SVG     | Fișier grafic vectorial scalabil (Scalable Vector Graphics)   |
| .TXT     | Fișier text simplu                                            |

Fișierele Prezentări Google convertite în formatul .gslides nu pot fi mai mari de 100 MB. Imaginile inserate nu pot fi mai mari de 50 MB și trebuie să fie în formate .jpg, .png sau .gif.

#### Google Workspace
Prezentări Google este folosit gratuit pentru persoane fizice, dar este disponibil și ca parte a serviciului Google Workspace⁠(d) (fost G Suite) centrat pe afaceri de la Google, care este un abonament lunar care permite funcționalități suplimentare axate pe afaceri.

### Alte caracteristici
Este disponibil un instrument simplu de găsire și înlocuire și, la fel ca toate programele din suita Disc Google, Prezentări include un instrument de clipboard web care permite utilizatorilor să copieze și să insereze conținut între Prezentări și celelalte aplicații Drive. Clipboard-ul web poate ﬁ folosit și pentru a copia și lipi conținut între diferite computere. Elementele copiate sunt stocate pe serverele Google timp de până la 30 de zile. Pentru majoritatea copierii și lipirii, Prezentări Google acceptă și comenzile rapide de la tastatură, dar uneori, datorită faptului că acceptă acest lucru, vă vor permite să utilizați doar comenzile rapide de la tastatură.
Google oferă o extensie pentru browserul web Google Chrome numită Editare Office pentru Documente, Foi de calcul și Prezentări, care permite utilizatorilor să vizualizeze și să editeze documente PowerPoint prin intermediul aplicației Prezentări. Extensia poate fi folosită pentru deschiderea fișierelor Office stocate pe computer folosind Chrome, precum și pentru deschiderea fișierelor Office întâlnite pe web (sub formă de atașamente de e-mail, rezultate căutări web etc.) fără a fi nevoie să le descărcați. Extensia este instalată implicit pe sistemul de operare Chrome OS.

### Caracteristici întrerupte
Google Cloud Connect⁠(d) a fost un plug-in pentru Microsoft Office 2003, 2007 și 2010 care putea stoca și sincroniza automat orice prezentare PowerPoint în Documente Google (înainte de introducerea Drive) în formatele Prezentări Google sau PowerPoint. Copia online a fost actualizată automat de fiecare dată când documentul PowerPoint a fost salvat. Documentele PowerPoint ar putea fi editate offline și sincronizate ulterior când sunt online. Google Cloud Connect a menținut versiunile anterioare ale documentului și a permis mai multor utilizatori să colaboreze lucrând la același document în același timp. Google Cloud Connect a fost întrerupt începând cu 30 aprilie 2013, deoarece, potrivit Google, Disc Google realizează toate sarcinile de mai sus, „cu rezultate mai bune”.